# Аліханьян Артем Ісакович
Арте́мій Іса́кович Аліханья́н (вірм. Արտեմ Ալիխանյան, 24 червня 1908, Тифліс — 25 лютого 1978, Москва) — радянський фізик, спеціаліст у галузях ядерної фізики і космічного проміння, академік АН Вірменської РСР (з 1943), член-кореспондент АН СРСР (з 1946).

## Біографічні відомості
Наукову роботу розпочав 1931 разом з братом А. І. Аліхановим.

## Відзнаки і нагороди
- Сталінська премія, 1941, 1948.